# Route nationale 24
La route nationale 24 (N 24) in Francia è una strada che collega Rennes a Lorient, in Bretagna.

## Percorso
È la continuazione della N12 in direzione di Lorient. Parte dalla tangenziale della città, la N136, e si dirige a sud-ovest. Serve molti piccoli comuni, fra cui Plélan-le-Grand, Ploërmel, Josselin e Baud. Il vecchio tracciato, spesso passante per i centri abitati, è stato declassato a D224 nell'Ille-et-Vilaine ed a D724 nel Morbihan. Mentre quest'ultima giungeva effettivamente a Lorient, l'attuale N24 si conclude in corrispondenza dell'incrocio con la N165.